# گیبسن فلت (مونتانا)
گیبسن فلت (به انگلیسی: Gibson Flats) شهری در ایالت مونتانا کشور ایالات متحده آمریکا است که جمعیت آن در سرشماری سال ۲۰۱۰ میلادی، ۱۹۹ نفر بوده‌است.